# Metal Health
Metal Health var gennembrudsalbummet for det amerikanske glam metal-band Quiet Riot, og samtidig deres første album uden den nu afdøde legendariske guitarist Randy Rhoads.  Det blev udgivet 11. marts 1983, og de to singler "Cum on Feel the Noize" og "Metal Health" kom på henholdsvis 5. og 31. plads på hitlisten. Metal Health var det første heavy metal-album til at blive nummer 1 på Billboard Music Charts popalbum-listen. Det slog The Police's Synchronicity af pinden som nummer 1 i USA. Albummet har efterfølgende solgt over 6 millioner eksemplarer, og betragtes som en klassiker af mange heavy metal-fans.

## Spor
1. "Metal Health" (DuBrow/Cavazo/Sarzo/Banali) 5:16
2. "Cum on Feel the Noize" (Holder/Lea) 4:50
3. "Don't Wanna Let You Go" (DuBrow/Cavazo) 4:40
4. "Slick Black Cadillac" (DuBrow)** 4:12
5. "Love's a Bitch" (DuBrow) 4:11
6. "Breathless" (DuBrow/Cavazo) 3:51
7. "Run for Cover" (DuBrow/Cavazo) 3:38
8. "Battle Axe" (Cavazo) 1:38
9. "Let's Get Crazy" (DuBrow) 4:08
10. "Thunderbird" (DuBrow) 4:43
11. "Danger Zone" (DuBrow)* 5:05
12. "Slick Black Cadillac" (live) (DuBrow)* 5:14

- På Metal Masters Remaster*
- Slick Black Cadillac kom fra Quiet Riot II, og på det album stod DuBrow og Randy Rhoads som forfattere. Der er ingen forklaring på hvorfor Rhoads' navn er blevet droppet.

## Musikere

### Quiet Riot
- Kevin DuBrow – vokal
- Carlos Cavazo – guitar, baggrundsvokal
- Rudy Sarzo	- bas, synthesizer
- Frankie Banali – trommer, baggrundsvokal

### Andre
- Chuck Wright – bas på "Metal Health" og "Don't Wanna Let You Go", baggrundsvokal
- Pat Regan – keyboards
- Riot Squad – baggrundsvokal
- Tuesday Knight	- baggrundsvokal
- Spencer Proffer – baggrundsvokal
- Donna Slattery	- baggrundsvokal

## Hitlisteplaceringer

### Album
| År   | Hitliste      | Placering |
| ---- | ------------- | --------- |
| 1983 | Billboard 200 | 1         |

### Singler
Billboard Music Charts (USA)

| År   | Single                  | Hitliste              | Placering |
| ---- | ----------------------- | --------------------- | --------- |
| 1983 | "Metal Health"          | Mainstream Rock       | 37        |
| 1983 | "Cum on Feel the Noize" | Mainstream Rock       | 7         |
| 1983 | "Slick Black Cadillac"  | Mainstream Rock       | 32        |
| 1983 | "Cum on Feel the Noize" | The Billboard Hot 100 | 5         |
| 1984 | "Metal Health"          | The Billboard Hot 100 | 31        |

## Fodnoter
| Efterfulgte: Synchronicity af The Police | Billboard 200 nummer et-album 26. november - 2. december 1983 | Efterfulgtes af: Can't Slow Down af Lionel Richie |

Skabelon:Quiet Riot